# 第12回日米大学野球選手権大会日本代表
第12回日米大学野球選手権大会日本代表（だい12かいにちべいだいがくやきゅうせんしゅけんたいかいにほんだいひょう）は、1978年6月25日から7月4日まで開催された日米大学野球選手権大会第12回大会に出場するために編成された日本選手団である。

## 日本チーム
| 位置   | 氏名       | 所属         | 学年 |
| ------ | ---------- | ------------ | ---- |
| 監督   | 太田誠     | 駒澤大学監督 |      |
| コーチ | 鴨田勝雄   | 法政大学監督 |      |
| コーチ | 松田博明   | 近畿大学監督 |      |
| 投手   | 大越健介   | 東京大学     |      |
| 投手   | 石井宏     | 日本大学     |      |
| 投手   | 鍋島博     | 駒澤大学     |      |
| 投手   | 河野博文   | 駒澤大学     |      |
| 投手   | 竹田光訓   | 明治大学     |      |
| 投手   | 仁村徹     | 東洋大学     |      |
| 投手   | 守永紀之   | 近畿大学     |      |
| 捕手   | 内田強     | 東海大学     |      |
| 捕手   | 吉村康成   | 駒澤大学     |      |
| 内野手 | 銚子利夫   | 法政大学     |      |
| 内野手 | 白井一幸   | 駒澤大学     |      |
| 内野手 | 広沢克己   | 明治大学     |      |
| 内野手 | 西浦敏弘   | 近畿大学     |      |
| 内野手 | 小早川毅彦 | 法政大学     |      |
| 内野手 | 和田豊     | 日本大学     |      |
| 内野手 | 山口敏弘   | 東洋大学     |      |
| 外野手 | 阿久根謙司 | 早稲田大学   |      |
| 外野手 | 岡部明一   | 中央大学     |      |
| 外野手 | 淵田誠     | 近畿大学     |      |
| 外野手 | 前田誠     | 駒澤大学     |      |
| 外野手 | 横田真之   | 駒沢大学     |      |

## 試合結果
- 第１回戦（6月25日、明治神宮野球場）アメリカ 9-1 日本
- 第２回戦（6月26日、明治神宮野球場）日本 3-4 アメリカ
- 第３回戦（6月28日、阪神甲子園球場）アメリカ 5-8 日本
- 第４回（6月30日、浜松市営球場）日本 8-0 アメリカ
- 第5回（7月2日、千葉県野球場）アメリカ 6-1 日本
- 第6回（7月4日、明治神宮野球場）日本  12-4 アメリカ
- 第7回（7月6日、明治神宮野球場）日本 3-1 アメリカ